# Foire internationale de Lisbonne
 (novembre 2018).
Si vous disposez d'ouvrages ou d'articles de référence ou si vous connaissez des sites web de qualité traitant du thème abordé ici, merci de compléter l'article en donnant les références utiles à sa vérifiabilité et en les liant à la section « Notes et références ».

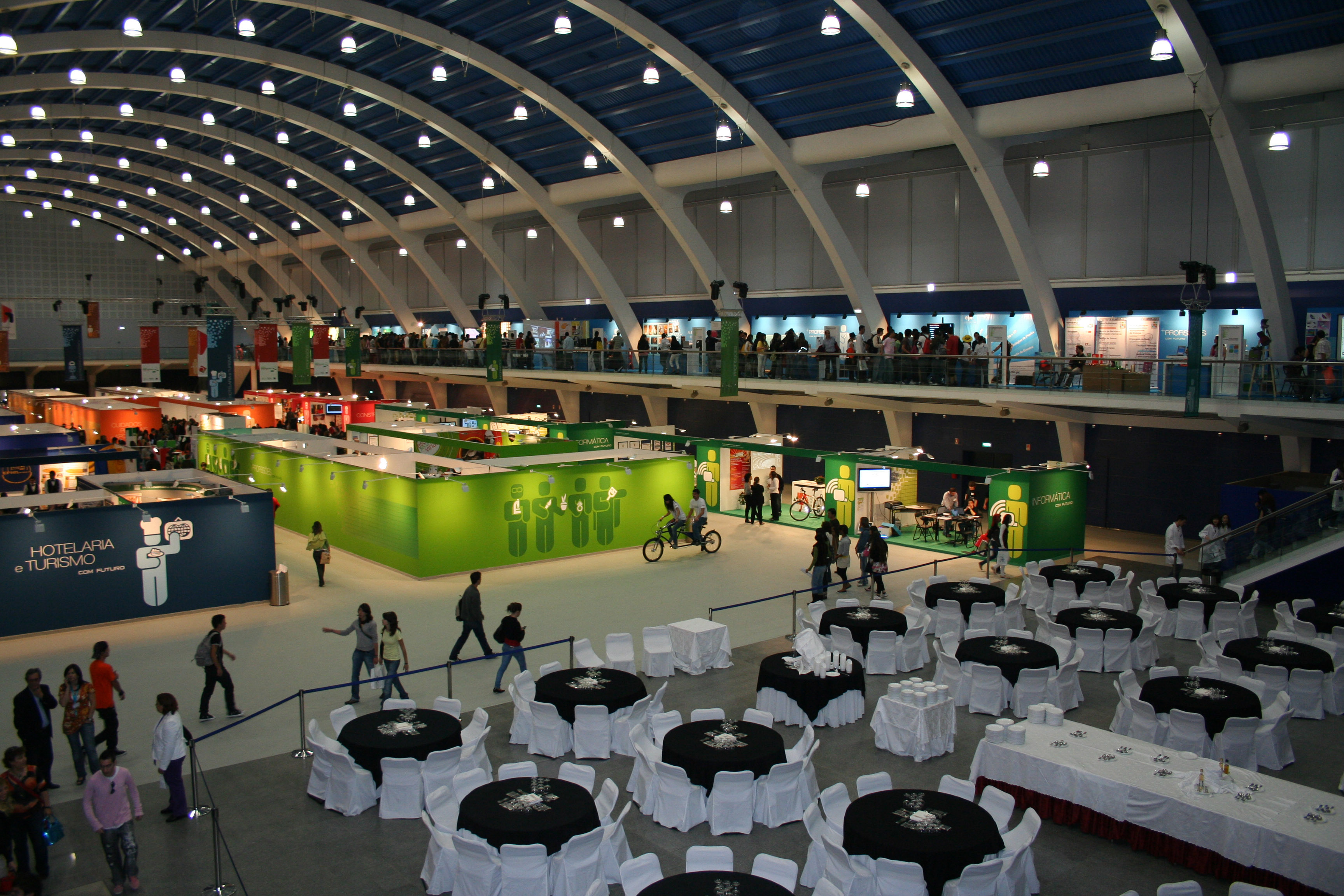
Intérieure d'une halle

La Foire Internationale de Lisbonne, acronyme de FIL, est située dans le Parque das Nações, à Lisbonne au Portugal. C'est l'espace où se tiennent certaines des plus grandes foires du pays. FIL a été un tremplin pour le Portugal dans l'organisation et la réalisation de véritables événements internationaux comme la Lisboa Games Week (en), le Lisboa Design Show ou le Web Summit.

## Histoire
Dans les années 1860, les premières expositions industrielles ont lieu au Portugal. 
En 1888, l'association industrielle AIP organise pour la première fois une exposition nationale. 
En 1949, sous la dictature de l'Estado Novo, l'AIP organise l'ancêtre du FIL, le FIP (Feira das Indústrias Portuguesas - Foire des Industries Portugaises). 
Après l'ouverture du premier complexe d'exposition FIL à Alcântara, conçu par Francisco Keil do Amaral et Alberto Cruz en 1957, la première Feira Internacional de Lisboa (FIL) s'est tenue en 1960. 
À la suite de la reprise économique amorcée après la Révolution des Œillets de 1974 et l'adhésion du Portugal à l'Union européenne en 1986, le complexe a été fréquemment étendu pour inclure davantage de pavillons, en particulier dans les années 1980.

## Caractéristiques

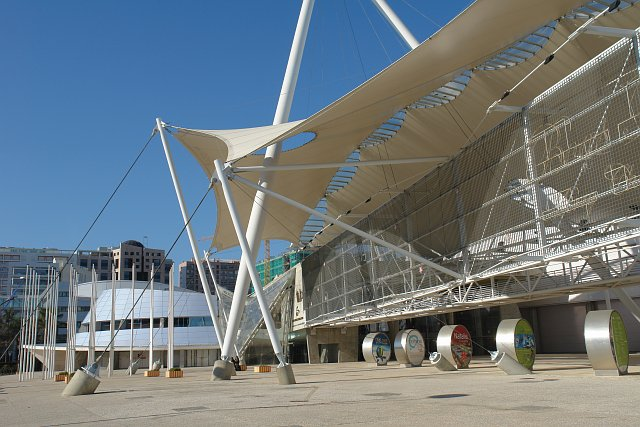
Entrée sud

D'une superficie couverte d'environ 43 000 m2 et installé sur une surface totale de 100 000 m2 (l'équivalent de 11 terrains de football), le bâtiment FIL est composé de quatre halles de taille similaire (10 368 m2). Le site comprend également un centre de réunion moderne comprenant 3 auditoriums et 5 salles de réunion, un pavillon multifonctionnel d'environ 1 200 m2, plusieurs zones commerciales (magasins et restaurants) ainsi qu'un parking souterrain avec une capacité de 830 véhicules. 
L'entrée principale est située dans la zone sud et se fait par le grand hall. L'entrée dans l'enceinte peut aussi se faire par la zone nord et la zone ouest.
L'accès peut s'y faire via la Gare de l'Oriente.